# Robstown (Texas)

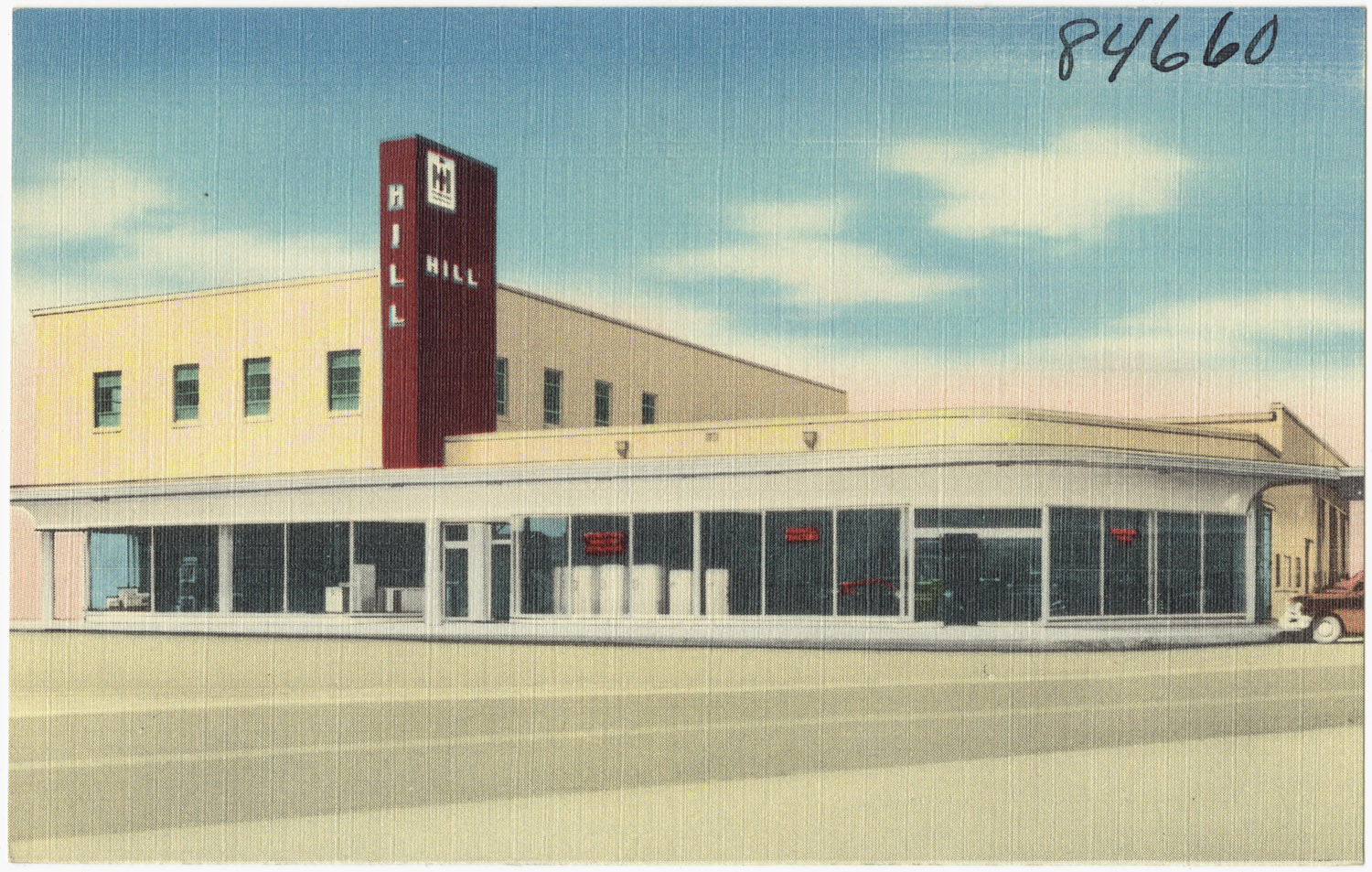
Podtal de la empresa de Robstown Hill Hardware & Implement

Robstown es una ciudad ubicada en el condado de Nueces en el estado estadounidense de Texas. En el Censo de 2010 tenía una población de 11487 habitantes y una densidad poblacional de 286,12 personas por km².

## Geografía
Robstown se encuentra ubicada en las coordenadas 27°47′19″N 97°40′7″O / 27.78861, -97.66861. Según la Oficina del Censo de los Estados Unidos, Robstown tiene una superficie total de 40.15 km², de la cual 40.15 km² corresponden a tierra firme y (0%) 0 km² es agua.

## Demografía
Según el censo de 2010, había 11487 personas residiendo en Robstown. La densidad de población era de 286,12 hab./km². De los 11487 habitantes, Robstown estaba compuesto por el 84.41% blancos, el 1.58% eran afroamericanos, el 0.38% eran amerindios, el 0.17% eran asiáticos, el 0.03% eran isleños del Pacífico, el 11.37% eran de otras razas y el 2.06% pertenecían a dos o más razas. Del total de la población el 93.6% eran hispanos o latinos de cualquier raza.